# Margaret Burbidge
Eleanor Margaret Burbidge (geboren Peachey) (Davenport, 12 augustus 1919 - San Francisco, 5 april 2020) was een Amerikaans astrofysicus van Britse afkomst. Ze was directeur van het Koninklijk Observatorium van Greenwich.
Gedurende haar carrière heeft Burbidge gewerkt aan de Sterrenwacht van de Universiteit van Londen, het Yerkes-observatorium van de Universiteit van Chicago, het Cavendish-laboratorium en Girton College in Cambridge, het California Institute of Technology, en het Center for Astronomy and Space Sciences van de Universiteit van Californië - San Diego waar ze heeft gewerkt sinds 1962 en directeur was van 1979 tot 1988.

## Carrière
Burbidge begon haar studie astronomie in 1936 aan het University College London, waar ze afstudeerde in 1939 en promoveerde in 1943. In 1945 werd haar aanvraag van een Carnegie Fellowship afgewezen omdat zij dan had moeten waarnemen op het Mount Wilson-observatorium, wat toen alleen voor mannen was toegestaan. 
In 1950 solliciteerde zij voor een beurs aan het Yerkes-observatorium in Williams Bay, Wisconsin en ging in 1951 naar de Verenigde Staten. Haar onderzoeksinteressen concentreerden zich op het gebied van chemische abundanties in sterren. Ze keerde terug naar Engeland in 1953 en begon een onderzoek in samenwerking met haar echtgenoot Geoffrey Burbidge, William Fowler, en Fred Hoyle. Gebaseerd op experimenten en waarnemingen van Margaret en Geoffrey Burbidge, opperde het team de hypothese dat alle chemische elementen zouden zijn ontstaan in sterren door nucleaire reacties (nu bekend als stellaire nucleosynthese). De resulterende astrofysische theorie, die gepubliceerd werd in 1957, werd de B2FH theorie genoemd naar de samenwerkende onderzoekers (Burbidge, Burbidge, Fowler, Hoyle). Deze theorie vormde de basis voor een belangrijk onderzoeksgebied in de astrofysica.
Na tien jaar verkreeg zij in 1955 eindelijk toegang tot het Mount Wilson-observatorium door zich voor te doen als de assistent van haar echtgenoot. Toen dit ontdekt werd door het beheer kreeg ze uiteindelijk toestemming te blijven als zij en haar echtgenoot zouden verblijven in een apart huisje op het terrein, in plaats van de slaapzaal die alleen bestemd was voor mannen. 
In 1972 werd Burbidge directeur van het Koninklijk Observatorium van Greenwich. Het was de eerste keer in 300 jaar dat deze functie niet geassocieerd was met die van Astronomer Royal, die in plaats daarvan werd toegekend aan de radioastronoom (en latere Nobelprijswinnaar) Martin Ryle. Burbidge verliet haar functie in 1974, vijftien maanden na deze te hebben aanvaard, toen een controverse uitbrak over het verplaatsen van de Isaac Newton Telescope van het Observatorium naar een meer bruikbare locatie.
Ervaringen zoals deze veranderden Burbidge in een van de belangrijkste en meest invloedrijke persoonlijkheden in de strijd tegen discriminatie van vrouwen in de astronomie. Als gevolg daarvan weigerde zij in 1972 de Annie J. Cannon Award van de American Astronomical Society omdat deze prijs alleen toegekend werd aan vrouwen: "Het is hoog tijd dat discriminatie voor en tegen vrouwen in hun beroep ophoudt te bestaan". Twaalf jaar later kende de Society haar de hoogste eer toe, ongeacht geslacht, de Henry Norris Russell Lectureship.
In 1976 werd ze de eerste vrouwelijke voorzitter van de American Astronomical Society. In 1977 werd Burbidge Amerikaans staatsburger en in 1981 werd ze tot voorzitter gekozen van de American Association for the Advancement of Science (AAAS).
In 2003 werd Burbidge gekozen in de Hall of Fame van het Women's Museum of California als eer voor haar carrière en prestaties.

## Familie
Op 2 april 1948 trouwde Margaret Peachey met Geoffrey Burbidge, ook een theoretisch astrofysicus, met wie zij samenwerkte bij een van de belangrijkste astrofysische theorieën van de eeuw. Hun dochter, Sarah, werd geboren in 1956. Geoffrey Burbidge overleed in 2010.

## Wetenschappelijke prestaties
Na haar promotie in 1943 begon ze onderzoek van sterrenstelsels door een spectrograaf te verbinden met telescopen. Op het Yerkes-observatorium onderzocht ze B type sterren en de structuur van sterrenstelsels.
In 1957 verkreeg de B2FH groep het beroemde resultaat dat alle chemische elementen (behalve de lichtste) zijn ontstaan door nucleaire reacties in sterren. Hiervoor ontvingen ze in 1959 de Warner Prize. In haar latere onderzoek was ze een van de eersten die metingen verrichtten van de massa's en rotatiekrommen van sterrenstelsels en was een van de pioniers in het onderzoek van quasars.
Bij UCSD hielp ze in 1990 bij de ontwikkeling van de Faint Object Spectrograph van de Hubble Space Telescope. Als emeritus professor in de natuurkunde bij UCSD gaat zij door met haar onderzoek. Burbidge heeft bijgedragen aan meer dan 370 astronomische publicaties.

## Overleden
Ze stierf op 100-jarige leeftijd.

## Eerbewijzen
- Helen B. Warner Prize for Astronomy, met haar echtgenoot (1959)
- Fellow van de American Academy of Arts and Sciences (1969)
- Lid van de National Academy of Sciences (1978)
- Catherine Wolfe Bruce medal van de Astronomical Society of the Pacific (1982)
- National Medal of Science (1983)
- Henry Norris Russell Lectureship (1984)
- Albert Einstein World Award of Science (1988)
- Gouden medaille van de Royal Astronomical Society, met haar echtgenoot (2005)
- Planetoïde 5490 Burbidge is naar haar genoemd